# Lliga jamaicana de futbol
La lliga jamaicana de futbol, la màxima categoria de la qual s'anomena Jamaican National Premier League, és la màxima competició de Jamaica de futbol. Actualment és patrocinada per Digicel.

## Història
La Jamaica Premier League es va formar l'any 1973 per servir com el primer nivell del futbol de clubs professionals de Jamaica. La temporada inaugural de la lliga va començar el 22 de setembre de 1973 amb el nom Craven A National Club League Championships, i va acabar amb el Santos FC com els primers guanyadors del títol.  14 clubs s'han coronat campions de Jamaica fins a l'any 2024. Portmore United FC és l'equip més reeixit amb 7 títols de màxima categoria.
La temporada 2019-20 es va declarar nul·la el 12 de març de 2020 a causa de la pandèmia de COVID-19. Més tard, el 2020, la Professional Football Jamaica Limited (PFJL) va començar a gestionar la lliga amb el seu enfocament en la comercialització del futbol professional al país.
El maig de 2021, la Federació Jamaicana de Futbol va anunciar que la lliga es reprendria, jugant una temporada reduïda entre juny i setembre, competida pels 12 equips de la temporada anterior. El juny de 2021, l'UWI FC va anunciar que es retiraria abans de la temporada 2021 a causa del calendari modificat que entra en conflicte amb els compromisos d'altres jugadors; deixant 11 equips a la competició.
El Montego Bay United va ascendir a la lliga a l'inici de la temporada 2022, restaurant la lliga a 12 equips. També el 2022, la lliga va signar un acord amb Admiral Sportswear per subministrar equipaments a tots els equips de la lliga.
La lliga es va ampliar a 14 equips per a la temporada 2022-23.

## Historial
Font:
- 1973-74:  Santos FC (1)
- 1974-75:  Santos FC (2)
- 1975-76:  Santos FC (3)
- 1976-77:  Santos FC (4)
- 1977-78:  Arnett Gardens FC (1)
- 1978-79: campionat abandonat
- 1979-80:  Santos FC (5)
- 1980-81:  Cavalier FC (1)
- 1981-82: no es disputà
- 1982-83:  Tivoli Gardens FC (1)
- 1983-84:  Boys' Town FC (1)
- 1984-85:  Jamaica Defence Force (1)
- 1985-86:  Boys' Town FC (2)
- 1986-87:  Seba United FC (1)
- 1987-88:  Wadadah FC (1)
- 1988-89:  Boys' Town FC (3)
- 1989-90:  Reno FC (1)
- 1990-91:  Reno FC (2)
- 1991-92:  Wadadah FC (2)
- 1992-93:  Hazard United FC (1)
- 1993-94:  Violet Kickers FC (1)
- 1994-95:  Reno FC (3)
- 1995-96:  Violet Kickers FC (2)
- 1996-97:  Seba United FC (2)
- 1997-98:  Waterhouse FC (1)
- 1998-99:  Tivoli Gardens FC (2)
- 1999-00:  Harbour View FC (1)
- 2000-01:  Arnett Gardens FC (2)
- 2001-02:  Arnett Gardens FC (3)
- 2002-03:  Hazard United FC (2)
- 2003-04:  Tivoli Gardens FC (3)
- 2004-05:  Portmore United FC (3)[a]
- 2005-06:  Waterhouse FC (2)
- 2006-07:  Harbour View FC (2)
- 2007-08:  Portmore United FC (4)
- 2008-09:  Tivoli Gardens FC (4)
- 2009-10:  Harbour View FC (3)
- 2010-11:  Tivoli Gardens FC (5)
- 2011-12:  Portmore United FC (5)
- 2012-13:  Harbour View FC (4)
- 2013-14:  Montego Bay United FC (3)[b]
- 2014-15:  Arnett Gardens FC (4)
- 2015-16:  Montego Bay United FC (4)
- 2016-17:  Arnett Gardens FC (5)
- 2017-18:  Portmore United FC (6)
- 2018-19:  Portmore United FC (7)
- 2019-20: campionat cancel·lat
- 2020-21: no es disputà
- 2021:  Cavalier FC (2)
- 2022:  Harbour View FC (5)
- 2022-23:  Mount Pleasant FA (1)
- 2023-24:  Cavalier FC (3)